# فرچه سیمی
فرچه سیمی ابزاری است با دسته‌های استخوانی، پلاستیکی یا چوبی که از تعداد بسیار زیادی رشته باریک سیم فولادی سخت با کربن بالا ساخته شده‌است. از این ابزار برای سابیدن و پرداخت سطوح سخت مثل سنگ یا فلزات دیگر استفاده می‌کنند.
|  |  |  |
|  |  |  |